# Их было пятеро (фильм, 1951)
«Их было пятеро» (фр. Ils étaient cinq) — французская драма с Луи де Фюнесом.

## Сюжет
Война окончена. Пятеро фронтовых друзей - военнослужащие одного расчёта - дают клятву "не оставлять друг друга в беде". Послевоенная действительность, с ее нищетой и разрухой, по-разному встречает каждого из них. Только Филиппу - потомку знатного рода - не приходится сталкиваться с финансовыми затруднениями. Жан устраивается почтальоном, Марсель пытается продолжить карьеру боксера, а вот Андре приходится забыть об учебе и продолжить службу в армии. Роже тоже не может реализоваться по специальности: "в театрах - полный аншлаг", его "место прочно занято". Роже пытается вразумить свою сестру Валери, чтобы она оставила работу певицей в сомнительном ночном заведении, но вместо этого сам попадает в лапы хозяина этого заведения Фредо: становится его правой рукой в теневых операциях с незаконно присвоенными товарами и медикаментами гуманитарной помощи. Впоследствии, к нему присоединяется Марсель, ушедший из спорта из-за ранения, полученного на войне. Постепенно фронтовое братство разрушается. Андре, ушедший на войну, чтобы отмыть свое имя, запятнанное отцом, приспешником оккупантов, погибает в Индокитае. Потерявший нравственные ориентиры Роже становится любовником Симоны - жены Жана, последний обо всем узнает и ловит парочку с поличным. Филипп, выполняя просьбу Валери, убеждает Роже уйти с кривой дорожки и начать честную трудовую жизнь, на что получает циничную отповедь. Марселя убивают в перестрелке с полицией, когда друзья проворачивают очередную махинацию Фредо. Любовная линия - история отношений Валери и Филиппа - тоже заканчивается трагически: бывший любовник, член банды Фредо, убивает Валери выстрелом из револьвера, когда та разоблачает его перед полицией, пытаясь снять ложные обвинения с брата. Роже отправляют в тюрьму. Позже, когда Роже должны отпустить, Жан и Филипп ждут его перед тюрьмой. Смогут ли они вернуть потерянную дружбу?

## Интересные факты
- Луи де Фюнес исполняет роль режиссёра Альбера.